# Melvilleön (Northern Territory)
Melvilleön eller Melville Island (engelska: Melville Island) är en ö som ligger framför kustlinjen av delstaten Northern Territory i Australien. Med en yta på 5 786 km² är Melville Island Australiens näst största ö efter Tasmanien. Tillsammans med ön Bathurst utgör den ögruppen Tiwiöarna.
Liksom Arnhem Land[källa behövs] är ön ett reservat för aboriginer där ingen turism är tillåten. För närvarande[när?] bor cirka 600 aboriginer på ön som har en egen förvaltning.
Ön upptäcktes 1644 av den nederländska sjöfararen Abel Tasman och uppkallades efter Robert Dundas, 2:e viscount Melville som var en lord av amiralitetet.